# Форначе ди Нови (Модена)
Форначе ди Нови је насеље у Италији у округу Модена, региону Емилија-Ромања.
Према процени из 2011. у насељу је живело 23 становника. Насеље се налази на надморској висини од 19 м.